# Chiesa e monastero di Sant'Andrea (Trapani)
Il monastero di Sant'Andrea e la chiesa ad esso annessa, era un edificio religioso di Trapani, che sorgeva nell’area oggi occupata dalle scuole elementari del quartiere San Pietro. Sorse a cura delle suore religiose carmelitane presumibilmente verso la fine del XV secolo e venne rifondato dalla famiglia Sanclemente alla fine del XVI secolo.

## Storia
Del monastero parla lo storico trapanese Giuseppe Maria Di Ferro:
(Giuseppe Maria Di Ferro, Guida per gli stranieri in Trapani, con un saggio storico, Trapani, 1825, pp. 188-189)
Era uno degli otto monasteri di Trapani. Sorse a cura delle suore religiose carmelitane, attiguo alla chiesa dei Santi Andrea e Placido e vicino alla piccola chiesa di San Bartolomeo.
Secondo alcuni storici sarebbe stato fondato nel 1293, mentre, secondo altri, intorno al 1500; questa ultima data è la più attendibile. 
Nel XVII secolo venne rifondato grazie alla munificenza della famiglia Sanclemente, che lo affidò alle monache domenicane, le quali lo intitolarono alla Beata Vergine Maria del Santissimo Rosario: per questo motivo venne denominato "Monastero della Beata Vergine Maria del Santissimo Rosario sotto il titolo di Sant'Andrea". Fu donna Francesca Sanclemente a fondare il monastero, con il patrocinio del senato trapanese, provvedendolo di dodici ragazze senza dote per il monacaggio. I Sanclemente assegnarono al monastero una quota di proprietà della tonnara di Scopello e del territorio di Inici.
Le domenicane ampliarono il complesso monastico e lo fornirono di un’alta torre e di un grazioso giardino, dove coltivavano il gelsomino da vendere. Nel 1665 gli alcamesi Antonio e Giuseppe De Simone ed il messinese Francesco Romano si obbligarono a fabbricare per la chiesa un organo a sei registri, conforme a quello della chiesa del monastero detto della Badia Nuova.
Nel 1673 i maestri Francesco Pilingo, Angelo Incagnone e Giuseppe Malerba costruirono la custodia in legno dell’altare maggiore, su disegno del sacerdote e architetto Pietro Castro. Nel 1732 le monache, nell’intento di ampliare il monastero, ottennero la cessione dell’attigua chiesa di San Bartolomeo, per poterla demolire e utilizzarne l’area. Nel 1792, lo scultore Federico Siragusa si obbligò a costruire, su suo disegno, l’altare maggiore della chiesa con marmi policromi.
Nella chiesa era allocata la Compagnia del Santissimo Rosario, detta "dei Rossi".
Il monastero, dopo la soppressione del 1866, venne anche adibito a sede dell’Istituto Artigianelli.
La chiesa e il monastero vennero distrutti a seguito di eventi bellici del 1943. Oggi parte dell’area è occupata da un edificio scolastico.

## Compagnia
Nel tempio era attestata la "Compagnia del Santissimo Rosario" detta dei Rossi.